# Леон, Вильфредо
Вильфредо Леон Венеро (исп. Wilfredo León Venero, 31 июля 1993 года, Сантьяго-де-Куба) — кубинский и польский волейболист, доигровщик.

## Биография
Вильфредо Леон родился в городе Сантьяго-де-Куба. В волейбол начал играть с семи лет, постигая азы этой игры под руководством своей матери, Алины Росарио, ставшей его первым тренером.
Первый матч за национальную сборную Кубы провёл в возрасте 14 лет, 24 мая 2008 года в Дюссельдорфе, выйдя на замену в четвёртом сете поединка мирового олимпийского квалификационного турнира против сборной Германии. 21 июня 2008 года в Гаване Вильфредо Леон сыграл первый матч Мировой лиги, в котором сборная Кубы встречалась со сборной России. Появившись на площадке в конце второго сета, он отыграл всю третью партию и принёс своей команде 6 очков.
В турнире Мировой лиги 2009 года Вильфредо уже являлся игроком основного состава кубинской сборной и, более того, стал третьим по результативности и лучшим подающим по итогам «Финала шести» в Белграде (56 очков в четырёх матчах, в том числе 10 эйсов).
Через несколько дней после завершения Мировой лиги, 31 июля 2009 года, когда Вильфредо исполнилось ровно 16 лет, он провёл первый матч молодёжного чемпионата мира в индийской Пуне. Естественно, кубинец был самым юным участником этого первенства, завершившегося серебряным успехом его сборной (ранее кубинские волейболисты поднимались на пьедестал почёта молодёжного чемпионата мира лишь раз — в 1987 году). Вильфредо Леон имел второй показатель по результативности в своей команде после Роландо Сепеды, который почти на четыре года старше.
В октябре 2009 года выступал на чемпионате стран Северной, Центральной Америки и Карибского бассейна (NORCECA) в пуэрто-риканском Баямоне и вместе с золотой медалью получил три индивидуальных приза, став лучшим в атаке, самым ценным и лучшим молодым игроком турнира, а под занавес этого впечатляющего сезона выиграл серебряную медаль Большого чемпионского Кубка в Осаке и Нагое, заняв также третье место в рейтинге лучших подающих.
В 2010 году в составе кубинской сборной вновь стал участником «Финала шести» Мировой лиги и завоевал серебро чемпионата мира, а с юниорской командой выиграл золотую медаль юношеских Олимпийских игр в Сингапуре. В 2011 году перед стартом очередного розыгрыша Мировой лиги 17-летний Вильфредо Леон был выбран новым капитаном сборной Кубы. Яркой и стабильной игрой Леон ещё в самом начале карьеры дал повод спортивным журналистам сравнивать себя с другим кубинским вундеркиндом — бейсболистом, двукратным олимпийским чемпионом Омаром Линаресом, дебютировавшим в национальной сборной в возрасте 15 лет.
В апреле 2013 года Кубинская федерация волейбола объявила об отчислении Вильфредо Леона и Йоандри Диаса из состава сборной страны из-за отказа волейболистов от участия в подготовке команды к очередному международному сезону. Вероятной причиной этого считается попытка игроков подписать контракты с европейскими клубами. В сезоне-2013/14 вследствие дисквалификации Вильфредо Леон не играл, тренировался в Польше. В мае 2014 года после решения Международной федерации волейбола о сокращении изначально объявленного срока дисквалификации с двух до одного года кубинский доигровщик подписал двухлетний контракт с казанским «Зенитом». 14 июля 2015 года получил польское гражданство.
В марте 2015 года Вильфредо Леон в составе «Зенита» выиграл Лигу чемпионов и приз MVP «Финала четырёх». Он являлся главным действующим лицом команды в атаке, набрав 26 очков в полуфинальном матче с «Берлином» и 18 очков в финале против «Ресовии», в том числе исполнив в каждой из игр по 6 эйсов. В продолжение сезона завоевал титул чемпиона России и стал обладателем Приза Андрея Кузнецова. Леон имел третий показатель по результативности в российском первенстве, а в плей-офф был лучшим по общему количеству набранных очков и эйсам (соответственно 204 и 28 в 9 матчах). В мае 2015 года по краткосрочному контракту сыграл за катарский «Эр-Райян» на Кубке эмира, в финальном матче которого его клуб потерпел поражение от «Аль-Араби». В апреле 2016 года в составе «Эр-Райяна» выиграл Кубок Катара.
В январе 2016 года подписал с «Зенитом» новый двухлетний контракт. В сезонах-2015/16 и 2016/17 Вильфредо Леон в составе казанского клуба ещё дважды становился чемпионом России, победителем Кубка страны и Лиги чемпионов, в апреле 2016 года получил награду MVP «Финала четырёх» Лиги чемпионов в Кракове. В марте 2018 года объявил о том, что покинет «Зенит» по окончании сезона-2017/18 и гарантировал «приложить всё мастерство и душу», чтобы выиграть очередные титулы в чемпионате России и Лиге чемпионов. Его вклад в завоевание клубом этих трофеев действительно оказался огромным. В плей-офф Суперлиги Леон стал самым результативным игроком, набирая в среднем более 20 очков за игру (всего 148 в 7 поединках) и возглавил список лучших подающих. В «Финале четырёх» Лиги чемпионов, проходившем в Казани, сначала не пощадил свою будущую команду, итальянскую «Перуджу», а затем в труднейшем решающем матче против другого представителя Апеннин, «Лубе», набрал 33 очка, в том числе эйсом завершил победную пятую партию.
9 августа 2019 года Вильфредо Леон провёл первый официальный матч в составе сборной Польши в рамках квалификационного турнира Олимпийских игр-2020 и в том же сезоне стал бронзовым призёром чемпионата Европы и серебряным призёром Кубка мира. В июне 2021 года впервые участвовал в розыгрыше Лиги наций и выиграл серебряную медаль. В матче предварительного этапа против сборной Сербии установил рекорд турнира по числу эйсов за матч (13) и мировой рекорд по скорости подачи (135,6 км/ч). В том же году Леон выступал на Олимпийских играх в Токио, где его команда выбыла из борьбы после поражения в четвертьфинальном матче. В 2023 году выиграл первые титулы со сборной Польши — Лигу наций и чемпионат Европы, был признан самым ценным игроком континентального первенства. В 2024 году стал серебряным призёром Олимпийских игр в Париже.

## Достижения

### Со сборными
Со сборными Кубы
- Серебряный призёр чемпионата мира (2010).
- Чемпион NORCECA (2009, 2011).
- Бронзовый призёр Мировой лиги (2012).
- Серебряный призёр Большого чемпионского Кубка (2009).
- Серебряный призёр Панамериканских игр (2011).
- Серебряный призёр молодёжного чемпионата мира (2009).
- Победитель I летних юношеских Олимпийских игр (2010).

Со сборной Польши
- Серебряный призёр Олимпийских игр (2024).
- Чемпион Европы (2023), бронзовый призёр чемпионатов Европы (2019, 2021).
- Серебряный призёр Кубка мира (2019).
- Победитель Лиги наций (2023, 2025), серебряный (2021) и бронзовый (2024) призёр Лиги наций.

### В клубной карьере
- Чемпион России (2014/15, 2015/16, 2016/17, 2017/18).
- Обладатель Кубка России (2014, 2015, 2016, 2017).
- Обладатель Суперкубка России (2015, 2016, 2017).
- Чемпион Италии (2023/24), серебряный призёр чемпионата Италии (2018/19, 2020/21, 2021/22).
- Обладатель Кубка Италии (2018/19, 2021/22, 2023/24), финалист Кубка Италии (2019/20, 2020/21).
- Обладатель Суперкубка Италии (2019, 2020, 2022, 2023).
- Чемпион Польши (2024/25).
- Победитель Лиги чемпионов (2014/15, 2015/16, 2016/17, 2017/18).
- Победитель клубного чемпионата мира (2017, 2022, 2023), серебряный призёр клубного чемпионата мира (2015, 2016).
- Обладатель Кубка вызова ЕКВ (2025).

### Индивидуальные призы
- Лучший подающий Мировой лиги (2009).
- MVP, лучший нападающий и лауреат приза «Восходящая звезда» на чемпионате NORCECA (2009).
- Самый результативный и лучший нападающий на чемпионате NORCECA (2011).
- MVP волейбольного турнира Панамериканских игр (2011).
- Вошёл в символическую сборную чемпионатов Европы (2019, 2023), Кубка мира (2019) и Лиги наций (2025).
- MVP чемпионата Европы (2023).
- MVP «Финала четырёх» Лиги чемпионов (2015, 2016).
- Вошёл в символическую сборную «Финала четырёх» Лиги чемпионов (2015, 2016, 2017, 2018).
- Обладатель Приза Андрея Кузнецова (2015).
- Вошёл в символическую сборную клубного чемпионата мира (2015, 2016, 2017, 2022).
- Лучший подающий «Финала шести» чемпионата России (2017).
- Участник Матча звёзд России (декабрь 2014).
- MVP Кубка Италии (2018/19, 2021/22).
- MVP Суперкубка Италии (2019, 2020).

## Государственные награды
- Кавалер ордена Возрождения Польши (2024)[16].

## Личная жизнь
В июне 2016 года женился на польке Малгожате Гронковской. В семье трое детей: Наталия (род. 13 мая 2017), Кристиан (род. 3 ноября 2019) и Селена (род. 7 июня 2023).
В мае 2021 года Вильфредо Леон открыл детскую волейбольную академию в Торуне (родном городе своей жены) и стал главным акционером новообразованного волейбольного клуба «Ангелы Торуня».